# Robert Abshagen
Robert Abshagen (Hamburgo, 12 de enero de 1911-ibídem, 10 de julio de 1944) fue un militante comunista alemán y luchador de la resistencia contra el nacionalsocialismo.

## Biografía

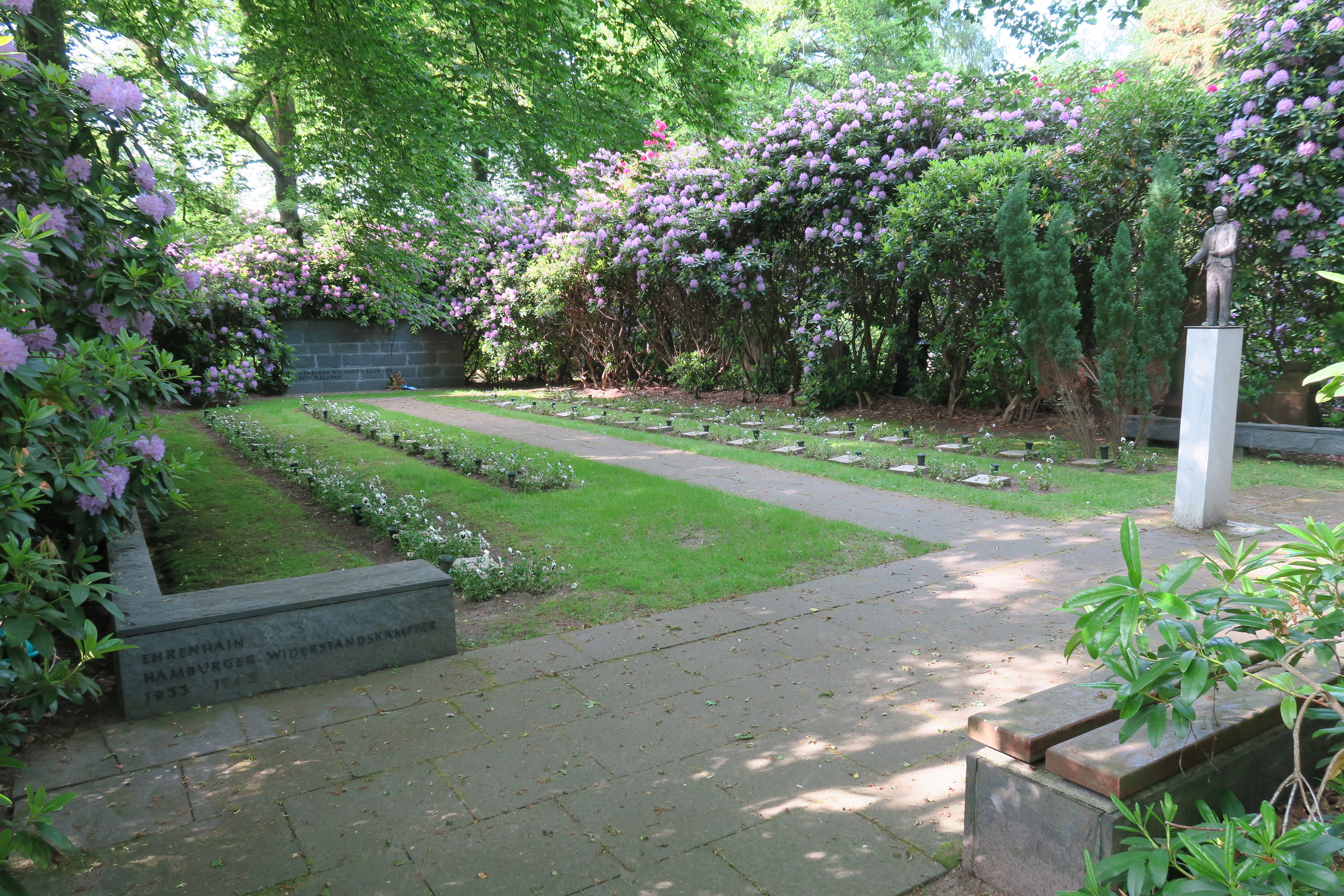
Ehrenhain de la resistencia alemana de Hamburgo (Cementerio de Ohlsdorf, Hamburgo)

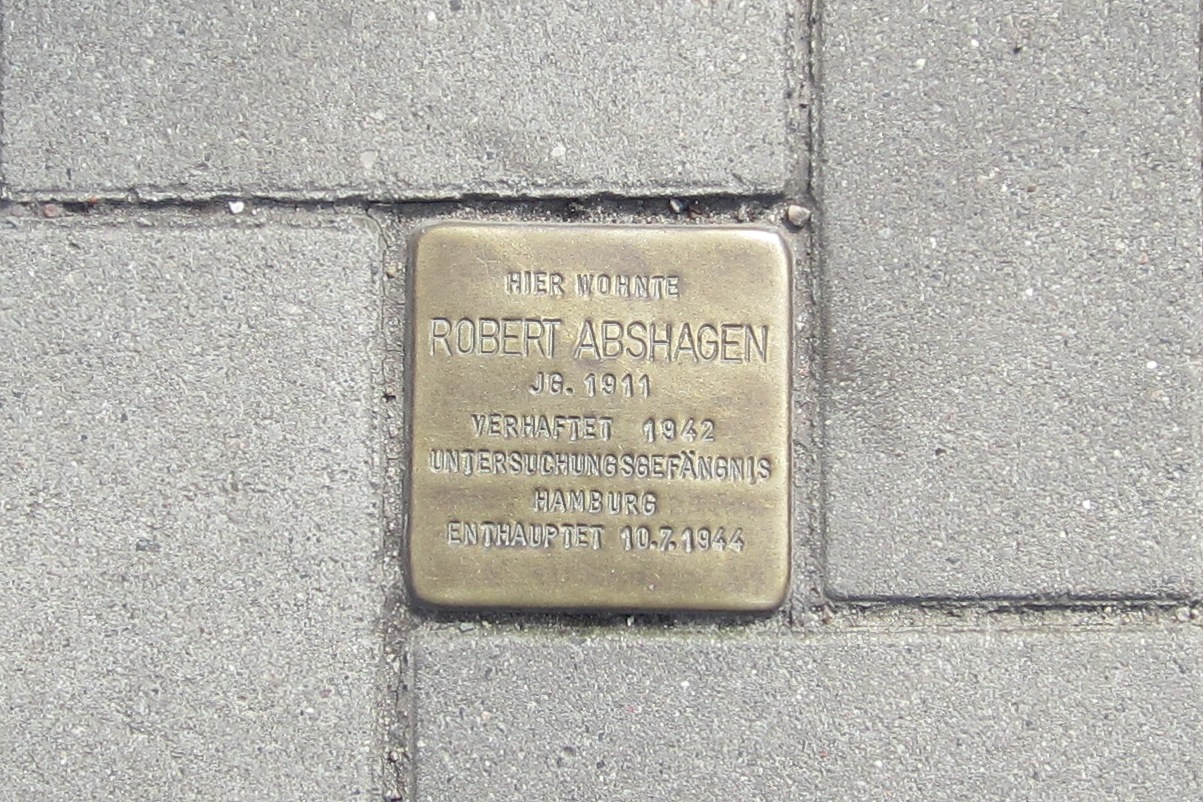
Stolperstein de Robert Abshagen

Inicialmente aprendiz de comercio, Abshagen trabajó más tarde en una aseguradora, como marinero y en la construcción. En 1931 se unió al Partido Comunista de Alemania (KPD).
Desde 1933 Abshagen participó en la lucha de resistencia contra el nacionalsocialismo en Hamburgo. En 1934, el Tribunal Regional Superior de Hamburgo lo condenó a dos años y medio de cárcel por "intento de alta traición", sentencia que cumplió en la prisión de Oslebshausen, en Bremen. Tras la sentencia, lo llevaron al campo de concentración de Sachsenhausen y le hicieron trabajar en la enfermería. Mientras se encontraban en Sachsenhausen, Abshagen y otros prisioneros, incluyendo a Bernhard Bästlein, celebraron reuniones culturales y literarias. Cuando los nazis comenzaron a deportar en masa a judíos después de la Kristallnacht, sus libros fueron saqueados y llevados a los campos de concentración. En 1936/1937, la biblioteca de Sachsenhausen tenía quinientos libros, dos años más tarde, tenía más de ochocientos. A partir de 1936, Bästlein y Volker Paddry recitaban poesía y prosa que habían aprendido de memoria y Abshagen tenía programas sobre escritos proletarios y progresistas. Estos programas fortalecieron el espíritu de quienes asistieron, quienes a su vez levantaron el espíritu de quienes no lo hicieron y, debido a ello, los prisioneros no claudicaron ante sus circunstancias.
Después de su liberación en abril de 1939, Robert Abshagen trabajó de obrero de la construcción y participó nuevamente en la resistencia. Con dos hombres, compañeros de trabajo y antiguos compañeros del campo de concentración, hizo propaganda contra los nacionalsocialistas. En 1940 retomó el contacto con Bernhard Bästlein y Franz Jacob, recién liberados de prisión a su vez.[cita requerida] El movimiento de resistencia que formaron a principios del diciembre de 1941 sería conocido más tarde como el Grupo Bästlein-Jacob-Abshagen y operaba bajo el liderazgo de Bästlein, Jacob, Abshagen y Oskar Reincke. Abshagen asumió la dirección de varias células operativas y mantuvo la conexión con la resistencia en otras áreas de Alemania.[cita requerida] Así, Abshagen iría a Berlín, Sajonia, Turingia y la zona entre el río Ruhr y el Rin e hizo contacto con antifascistas. Entre otros, tenía contacto con Anton Saefkow, John Sieg y Wilhelm Guddorf.
A mediados de 1942 el Grupo Bästlein-Jacob-Abshagen organizó una gran acción de distribución de octavillas. Basándose en un borrador de Robert Abshagen, Franz Jacob escribió la Hoja Informativa para Obreros de la Construcción dirigida sobre todo a obreros de la construcción en Hamburgo que habían sido obligados a trabajar para la Organización Todt. Las octavillas contenían la frase "La derrota de Hitler no es nuestra derrota sino nuestra victoria!".
Una ola de arrestos de la Gestapo en relación con la investigación de la Comisión especial para la Orquesta Roja, iniciada tras la captura de Erna Eifler y Wilhelm Fellendorf,[cita requerida] condujo a la detención de Robert Abshagen el 19 de octubre de 1942. Fue torturado durante los interrogatorios. El Volksgerichtshof lo condenó a muerte el 2 de mayo de 1944, siendo decapitado el 10 de julio del mismo año en Hamburgo.
La urna de Robert Abshagen fue enterrada en 1947 en el Ehrenhain (necrópolis arbolada y floral) dedicado a los miembros de la resistencia alemana de Hamburgo, en el cementerio de Ohlsdorf de la susodicha ciudad. En el número 4 de la calle Wachtel (Wachtelstraße) de Barmbek, último lugar de residencia de Abshagen, fue colocado un Stolperstein a modo de homenaje.